# Vulkánkitörési index

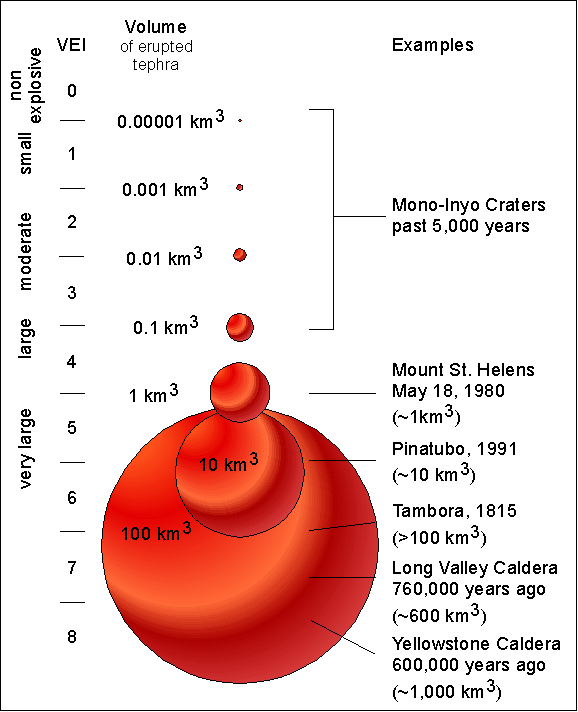
A VEI és a kiszórt anyag közötti összefüggés

A vulkánkitörési index (Volcanic Explosivity Index = VEI) egy relatív mérőszám a vulkáni kitörések erősségének osztályozására. A mérőszámot 1982-ben vezették be Chris Newhall és Steve Self amerikai geológusok.
A vulkánkitöréseket három tényező szerint lehet osztályozni:
- A magnitudót a piroklasztok teljes mennyisége határozza meg.
- A szétszóróképesség a kiszórt anyaggal elborított terület; ez főleg a kitörés mozgási energiájától függ.
- Az erupciós ráta: a kiáramló magma mennyisége másodpercenként (m³/s-ban).

Ha a fenti tényezők mérőszámai nagyok – azaz a kitörés termékei erősen fragmentáltak, sok anyag nagy területen szóródik szét – akkor heves, robbanásos kitörésről beszélünk. Ez nem kvantifikálható, csupán a „szelíd”, lávaöntő (effuzív), és a „heves”, robbanásos (explozív) működés közötti átmenet fokát, mértékét adhatjuk meg.
A VEI elsősorban a fenti tényezőkön alapul, de figyelembe vesz egyéb mennyiségi (kitörési időtartam stb.) és minőségi (leírás, légköri hatás stb.) jellemzőket is. A VEI skála 8 fokú. A történelmi idők legnagyobb kitörése, az indonéziai Tambora 1815-ös kitörése 7-es fokozatú – ennél nagyobb (8-as, 9-es) kitöréseket csak a földtörténetből ismerünk.

## Osztályozás
| VEI | Kitörés típusa           | Leírás             | Kitörési oszlop magassága | A kiszórt törmelékanyag térfogata | Gyakoriság      | Példa                       | Előfordulás*  |
| --- | ------------------------ | ------------------ | ------------------------- | --------------------------------- | --------------- | --------------------------- | ------------- |
| 0   | Hawaii-típus             | effuzív            | < 100 m                   | < 10 000 m3                       | naponta         | Mauna Loa                   | gyakori       |
| 1   | Hawaii-Stromboli-típus   | enyhe              | 100-1000 m                | > 10 000 m3                       | naponta         | Stromboli                   | gyakori       |
| 2   | Stromboli-Vulcano-típus  | explozív           | 1-5 km                    | > 1 000 000 m3                    | heti            | Galeras (1993)              | 3477          |
| 3   | Vulcano-Pelé-típus       | explozív           | 3-15 km                   | > 10 000 000 m3                   | évi             | Nevado del Ruiz (1985)      | 868           |
| 4   | Szub-plíniuszi           | katasztrofális     | 10-25 km                  | > 0,1 km3                         | ≥ 10 évente     | Soufrière Hills (1995)      | 278           |
| 5   | Plíniuszi                | kataklizmikus      | > 25 km                   | > 1 km3                           | ≥ 50 évente     | Mount Saint Helens (1980)   | 84            |
| 6   | Ultra-plíniuszi          | kolosszális        | > 25 km                   | > 10 km3                          | ≥ 100 évente    | Pinatubo (1991)             | 39            |
| 7   | Ultra-plíniuszi          | szuper-kolosszális | > 25 km                   | > 100 km3                         | ≥ 1000 évente   | Tambora (1815)              | 4             |
| 8   | Plíniuszi-ultraplíniuszi | mega-kolosszális   | > 25 km                   | > 1000 km3                        | ≥ 10 000 évente | Toba (73 000 évvel ezelőtt) | feltételezett |

## Nevezetesebb kitörések
| VEI | A vulkán neve                         | A kitörés éve       |
| --- | ------------------------------------- | ------------------- |
| 0   | Mauna Loa                             | 1984                |
| 0   | Piton de la Fournaise                 | 2004                |
| 0   | Hoodoo-hegység                        | i. e. 7050          |
| 1   | Kilauea                               | 1983 – jelen        |
| 1   | Nyiragongo                            | 2002                |
| 1   | Wells Gray-Clearwater vulkáni terület | 1500?               |
| 2   | Mount Hood                            | 1865-1866           |
| 2   | Kilauea                               | 1924                |
| 2   | Nazko Cone                            | i. e. 7200          |
| 2   | Tristan da Cunha                      | 1961                |
| 2   | Whakaari                              | 2001                |
| 2   | Mount Usu                             | 2000-2001           |
| 3   | Vezúv                                 | 1913, 1944          |
| 3   | Mount Edziza                          | i. e. 950 ± 1000 év |
| 3   | Surtsey                               | 1963-1967           |
| 3   | Eldfell                               | 1973                |
| 3   | Nevado del Ruiz                       | 1985                |
| 3   | Etna                                  | 2002-2003           |
| 3   | Mount Garibaldi                       | i. e. 9300          |
| 4   | Pelée                                 | 1902                |
| 4   | Parícutin                             | 1943-1952           |
| 4   | Hekla                                 | 1947                |
| 4   | Galunggung                            | 1982                |
| 4   | Mount Spurr                           | 1992                |
| 5   | Vezúv (Pompeii kitörés)               | 79                  |
| 5   | Mount Agung                           | 1963                |
| 5   | Mount Tarawera                        | 1886                |
| 5   | Mount Saint Helens                    | 1980                |
| 5   | Mount Meager                          | i. e. 2350          |
| 5   | Chichonal                             | 1982                |
| 5   | Mount Hudson                          | 1991                |
| 6   | Etna                                  | i. e. 8000          |
| 6   | Vezúv (Avellino-kitörés)              | i. e. 1660          |
| 6   | Szantorini                            | i. e. 1620          |
| 6   | Mount Churchill                       | i. e. 1200          |
| 6   | Ilopango                              | 450 ± 30 év         |
| 6   | Laki                                  | 934                 |
| 6   | Baekdu Mountain                       | 1000                |
| 6   | Quilotoa                              | 1280 körül          |
| 6   | Kuwae                                 | 1452 vagy 1453      |
| 6   | Huaynaputina                          | 1600                |
| 6   | Laki                                  | 1783                |
| 6   | Krakatau                              | 1883                |
| 6   | Santa María                           | 1902                |
| 6   | Novarupta                             | 1912                |
| 6   | Pinatubo                              | 1991                |
| 7   | Bennett Lake Vulkáni Terület          | 50 millió éve       |
| 7   | Yellowstone                           | i. e. 1 300 000     |
| 7   | Long Valley Kaldera                   | i. e. 760 000       |
| 7   | Laacher See                           | i.e. 12900          |
| 7   | Kurile                                | i. e. 6440          |
| 7   | Crater Lake                           | i. e. 4860          |
| 7   | Kikai                                 | i. e. 4350          |
| 7   | Taupo                                 | 177, 181 vagy 186   |
| 7   | Tambora                               | 1815                |
| 8   | La Garita Kaldera                     | 26-28 millió éve    |
| 8   | Yellowstone                           | i. e. 2 200 000     |
| 8   | Galán                                 | i. e. 2 200 000     |
| 8   | Yellowstone                           | i. e. 640 000       |
| 8   | Toba                                  | i. e. 73 000        |
| 8   | Taupo                                 | i. e. 26 500        |